# Dhanauji
Dhanauji (nep. धनौजी) – gaun wikas samiti w środkowej części Nepalu w strefie Dźanakpur w dystrykcie Dhanusa. Według nepalskiego spisu powszechnego z 2011 roku liczył on 1515 gospodarstw domowych i 8928 mieszkańców (4237 kobiet i 4691 mężczyzn).